# Arrondissements de l'Orne

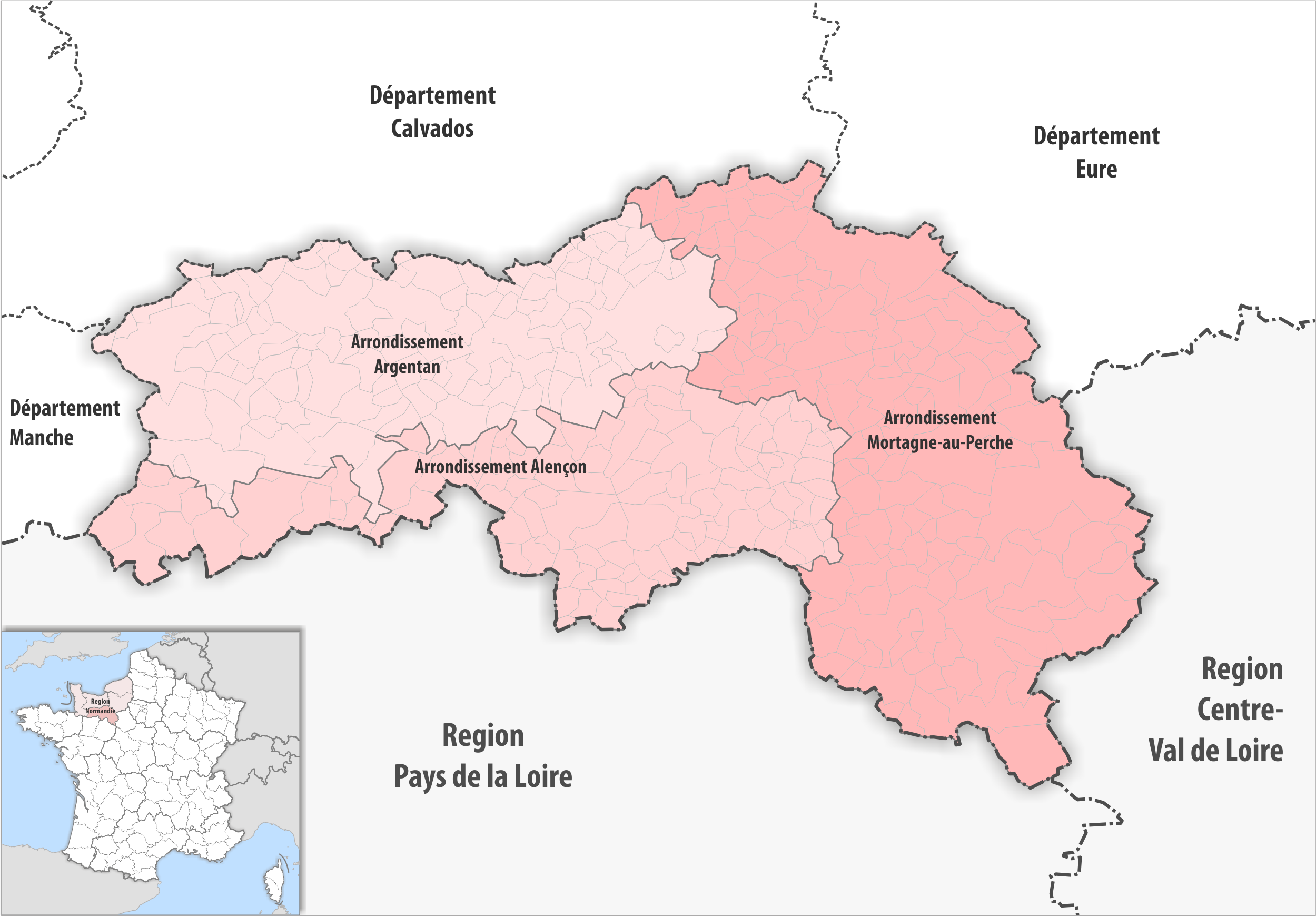
Les arrondissements de l'Orne en 2019.

Le département de l'Orne comprend trois arrondissements.

## Composition
| Nom                                  | Code Insee | Superficie (km2) | Population (dernière pop. légale) | Densité (hab./km2) | Modifier             |
| ------------------------------------ | ---------- | ---------------- | --------------------------------- | ------------------ | -------------------- |
| Arrondissement d'Alençon             | 611        | 1 548,50         | 84 817 (2022)                     | 55                 | modifier les données |
| Arrondissement d'Argentan            | 612        | 1 904,10         | 107 283 (2022)                    | 56                 | modifier les données |
| Arrondissement de Mortagne-au-Perche | 613        | 2 650,80         | 84 044 (2022)                     | 32                 | modifier les données |
| Orne                                 | 61         | 6 103,00         | 276 144 (2022)                    | 45                 | modifier les données |

## Histoire
- 1790 : création du département de l'Orne avec six districts : Alençon, Argentan, Bellesme, Domfront, Laigle, Mortagne
- 1800 : création des arrondissements : Alençon, Argentan, Domfront, Mortagne-au-Perche
- 1926 : suppression des arrondissements de Domfront et Mortagne-au-Perche
- 1942 : restauration de l'arrondissement de Mortagne-au-Perche
- 2017 : modification des frontières en accord avec les nouvelles intercommunalités